# Jądra lustrzane
Jądra lustrzane – jądra izobaryczne, tj. jądra atomowe różnych pierwiastków o równej liczbie masowej, w których liczba protonów jednego jest równa liczbie neutronów drugiego.
Jądra lustrzane występują tylko dla lekkich jąder, gdyż nie występują jądra ciężkie o liczbie protonów większej od liczby neutronów.
Jądra lustrzane mają identyczny spin i parzystość. Jądra mają podobne struktury o czym świadczą podobne widma stanów wzbudzonych.

## Przykłady
- {\displaystyle {}_{7}^{15}{\hbox{N}}}   i   {\displaystyle {}_{8}^{15}{\hbox{O}}}
- {\displaystyle {}_{18}^{37}{\hbox{Ar}}}   i   {\displaystyle {}_{19}^{37}{\hbox{K}}}
- {\displaystyle {}_{14}^{32}{\hbox{Si}}}   i   {\displaystyle {}_{18}^{32}{\hbox{Ar}}}
- {\displaystyle {}_{14}^{30}{\hbox{Si}}}   i   {\displaystyle {}_{16}^{30}{\hbox{S}}}
- {\displaystyle {}_{15}^{32}{\hbox{P}}}   i   {\displaystyle {}_{17}^{32}{\hbox{Cl}}}
- {\displaystyle {}_{17}^{35}{\hbox{Cl}}}   i   {\displaystyle {}_{18}^{35}{\hbox{Ar}}}